# 2 décembre
Pour les articles homonymes, voir Deux-Décembre.
2 novembre 2 janvier
Chronologies thématiques
- Croisades
- Ferroviaires
- Sports
- Disney
- Anarchisme
- Catholicisme

Abréviations / Voir aussi
- (° 1852) = né en 1852
- († 1885) = mort en 1885
- a.s. = calendrier julien
- n.s. = calendrier grégorien
- Calendrier
- Calendrier perpétuel
- Liste de calendriers
- Naissances du jour

Le 2 décembre est le 336e jour de l'année du calendrier grégorien, 337e lorsqu'elle est bissextile. Il reste 29 jours avant la fin de l'année.
C'est généralement l'équivalent du 12 frimaire du calendrier républicain ou révolutionnaire français, officiellement dénommé jour du raifort.

## Événements

### XIesiècle
- 1023 : Abd al-Rahman V devient calife de Cordoue.

### XIVesiècle
- 1355 : en France, Jean II le Bon ouvre les États-généraux.

### XVesiècle
- 1431 : entrée solennelle de Henri VI d'Angleterre dans Paris, que les Anglais occupent depuis 1420 et pour encore cinq années.

### XVIIesiècle
- 1615 : mariage de Louis XIII de France et d'Anne d'Autriche.

### XVIIIesiècle
- 1795 : Combat de Bois-Rouland, pendant la Chouannerie.

### XIXesiècle
- 1804 : en la cathédrale Notre-Dame de Paris, en présence du pape Pie VII, du corps diplomatique, et de sa famille, a lieu le sacre du Premier consul Napoléon Bonaparte — proclamé empereur des Français par sénatus-consulte du 18 mai précédent — et de son épouse Joséphine de Beauharnais.
- 1805 : bataille d'Austerlitz — dite bataille « des trois empereurs » — qui se solde par une victoire française face à une coalition austro-russe. Plusieurs morts ci-après, et jusqu'aux lendemains.
- 1811 : le général chilien José Miguel Carrera dissout le Congrès (es) et instaure la dictature.
- 1823 : le président des États-Unis James Monroe énonce la doctrine qui portera son nom, soit : « l'Amérique aux Américains ».
- 1824 : le roi Charles X de France décide la mise à la retraite, le jour du 19e anniversaire d’Austerlitz, des officiers généraux ayant le maximum d’ancienneté dans leur grade, presque tous d’anciens soldats de l’Empire. Cette maladresse soulève des remous dans les milieux militaires.
- 1845 : dans un discours sur l'état de l'Union, le président américain James K. Polk propose que les États-Unis s'étendent vers l'ouest (Destinée manifeste), à l'origine ainsi de la conquête de l'ouest et des « guerres indiennes ».
- 1848 : l’empereur d'Autriche Ferdinand Ier abdique, en faveur de son neveu François-Joseph (révolution autrichienne de 1848).
- 1851 : coup d'État du président non-rééligible de la IIe République française, Louis-Napoléon Bonaparte, qui se proclame président pour dix nouvelles années.
- 1852 : proclamation du Second Empire, par le président Louis-Napoléon Bonaparte, qui devient « empereur », sous le nom de Napoléon III.
- 1854, guerre de Crimée : alliance entre l'Autriche, le Royaume-Uni, la France et la Sardaigne.
- 1870 : bataille de Loigny, lors de la guerre franco-prussienne de 1870.
- 1873, bataille de Palo Seco (es) (guerre des Dix Ans) : les troupes de Máximo Gómez l'emportent sur les forces armées espagnoles.
- 1875 : Antonio Cánovas del Castillo devient président du Conseil espagnol.
- 1887 : démission du président de la IIIe République française Jules Grévy, à la suite du « scandale des décorations ».
- 1899 : bataille du col de Tirad (en) (guerre américano-philippine).

### XXesiècle
- 1908 : Pu Yi devient empereur de Chine, à l'âge de trois ans. Il en sera « le dernier empereur » officiel.
- 1920 : signature du traité d'Alexandropol, entre l'Arménie et la Turquie.
- 1927 : ouverture du XVe Congrès du Parti communiste de l'Union soviétique.
- 1931 : le Directoire civique renverse et remplace le président salvadorien Arturo Araujo.
- 1941 : lettre de rupture adressée par Daniel Cordier à Charles Maurras[1].
- 1943, Seconde Guerre mondiale : un raid de bombardement de la Luftwaffe allemande, sur le port (it) de Bari, en Italie, coule de nombreux cargos et navires de transport, y compris le SS John Harvey (en), qui transportait un stock de gaz moutarde de la Première Guerre mondiale.
- 1947, émeutes à Jérusalem : des émeutes y éclatent, en réponse au plan de partition des Nations unies pour la Palestine.
- 1949 : adoption, par l'Assemblée générale des Nations unies, de la convention pour la répression de la traite des êtres humains et de l'exploitation de la prostitution d'autrui.
- 1950, guerre de Corée : fin de la bataille de la rivière Ch'ongch'on ; victoire chinoise et expulsion des forces de l'ONU de la Corée du Nord.
- 1952 : au Venezuela, Marcos Pérez Jiménez, commandant de l'armée, ne reconnaît pas les résultats des élections, commettant ainsi un coup d'État et instaurant une dictature militaire.
- 1954 : 
  - les États-Unis signent un traité de sécurité mutuelle avec Taïwan.
  - Le Sénat américain vote majoritairement en faveur de la condamnation de Joseph McCarthy, pour « conduite qui tend à déshonorer et à discréditer le Sénat » (peur rouge).
- 1956 : Fidel Castro, le Che Guevara, et leurs guérilleros, débarquent à Cuba à bord du yacht Granma.
- 1957 : résolution no 126, du Conseil de sécurité des Nations unies, sur la question indo-pakistanaise.
- 1959 : Rupture du barrage de Malpasset à Fréjus.
- 1961 : dans un discours radiodiffusé, le dirigeant cubain Fidel Castro se déclare marxiste-léniniste, et affirme que Cuba va adopter le communisme comme fonctionnement politique national.
- 1971 : indépendance des Émirats arabes unis.
- 1975 : abolition de la monarchie laotienne.
- 1976 : Fidel Castro devient le 15e président de Cuba, succédant à Osvaldo Dorticós Torrado.
- 1982 : Felipe González devient chef du gouvernement espagnol.
- 1988 : Benazir Bhutto est nommée Première ministre du Pakistan, devenant de la sorte la première femme cheffe d'État d'un pays de tradition et majorité musulmanes.
- 1989 : l'insurrection communiste en Malaisie (en) prend fin, avec la signature d'un accord entre le Parti communiste malais, et les gouvernements malaisien et thaïlandais.
- 1990 : premières élections législatives panallemandes libres depuis 1932, largement remportées par l'Union chrétienne-démocrate du chancelier Helmut Kohl (et par Lothar de Maizière).
- 1999 : première réunion de la nouvelle administration mixte d'Irlande du Nord, et dévolution formelle du pouvoir à Stormont, conformément à l'accord du Vendredi saint de 1998.

### XXIesiècle
- 2006 : fin de l'opération Babylone antique (it). Les forces armées italiennes se retirent d'Irak, après trois ans et demi de présence.
- 2007 : au Venezuela, le président Hugo Chávez organise des élections consultatives, lors d'un référendum constitutionnel (es).
- 2012 : Borut Pahor est élu président de la Slovénie.
- 2018 : en Espagne, à la suite des élections parlementaires en Andalousie, Vox devient le premier parti d'extrême droite à obtenir des députés, depuis la mort du dictateur Franco, en 1975.

## Arts, culture et religion
- 1244 : le pape Innocent IV arrive à Lyon, pour le premier concile de ladite ville française.
- 1697 : consécration de la cathédrale Saint-Paul, à Londres.
- 1763 : inauguration de la synagogue Touro, à Newport (Rhode Island), la première synagogue aux États-Unis, et la plus ancienne d'Amérique (du Nord).
- 1960 : au Vatican, le pape Jean XXIII reçoit Geoffrey Fisher, archevêque de Canterbury, première rencontre entre un pape et le primat du culte anglican, depuis 1559, et donc étape importante dans l’œcuménisme.
- 1978 : dans une lettre adressée au secrétaire de l'ONU, Kurt Waldheim, à l'occasion du trentième anniversaire de la signature de la Déclaration universelle des droits de l'homme de 1948, Jean-Paul II appelle tous les États à respecter la liberté de religion de ses citoyens. C'est la première déclaration officielle en ce sens lors de son pontificat (1978-2005).
- 1982 : Pedro Laín Entralgo (es) est nommé directeur de l'Académie royale espagnole.
- 1983 : sortie du clip de Thriller, chanson de Michael Jackson issue de l'album éponyme, l'un des premiers vidéoclips post-scopitones.
- 1999 : San Cristóbal de La Laguna est inscrite au Patrimoine mondial de l'UNESCO.

## Sciences et techniques
- 1409 : ouverture de l'université de Leipzig.
- 1901 : [réf. nécessaire] King Camp Gillette brevette le rasoir jetable.
- 1915 : l'Académie royale des sciences de Prusse publie la théorie de la relativité générale d'Albert Einstein.
- 1927 : Ford lance la Ford A (en).
- 1942 : première réaction nucléaire en chaîne réalisée par Enrico Fermi, à Chicago.
- 1971 : la sonde Mars 3 atteint la planète Mars.
- 1982 : Barney Clark devient le premier être humain à recevoir un cœur artificiel.
- 1993 : la NASA envoie la navette Endeavour pour réparer le télescope Hubble (programme Space Shuttle, STS-61).
- 1995 : lancement de SoHo, à bord d'une fusée Atlas II, depuis Cap Canaveral en Floride (États-Unis).
- 1999 : le magazine scientifique Nature annonce le décryptage inédit de la structure d'un chromosome humain 22 par une équipe britannique internationale de chercheurs, vers une première cartographie du génome humain[2].
- 2009 : la construction du Burj Khalifa, tour devenant alors l'une des plus hautes du monde, est achevée.
- 2019 : en Russie, inauguration par Vladimir Poutine du gazoduc Force de Sibérie, d'une longueur d'environ 4 000 kilomètres, depuis le gisement de Tchaïanda, en République de Sakha, jusqu'à l'extrême nord-est de la Chine, et début des livraisons de gaz[3].

## Économie et société
- 1755 : incendie du phare d'Eddystone.
- 1845 : création, en France, de la Société protectrice des animaux (SPA).
- 1902 : création de l'Organisation panaméricaine de la santé.
- 1939 :
  - Naissance du Centre national d'enseignement à distance (CNED)[réf. nécessaire].
  - mise en service de l'aéroport LaGuardia de New York.
- 1945 : en France, promulgation de la loi de nationalisation de la Banque de France, et des quatre principales banques de dépôt, le Crédit lyonnais, la Société générale, le Comptoir national d'escompte et la BNCI[4].
- 1959 : 
  - à 20 h 13, rupture de la structure du barrage de Malpasset qui s'effondre, près de Fréjus, dans le Var (région Provence du sud de la France), à la suite de pluies diluviennes. En 37 minutes, une crue hors de contrôle, haute comme un immeuble de 15 étages, entraîne 423 personnes dans la mort, des dégâts matériels considérables et 2 000 sinistrés[5].
  - au moment même de ladite catastrophe, à un autre bout de la France, le clown et artiste de cirque Achille Zavatta se réceptionne mal et douloureusement, dans un numéro de saut acrobatique de l'émission de cirque « La Piste aux étoiles », diffusée en direct sur l'(O)RTF, alors unique chaîne de télévision française. Psychologiquement, associant les deux événements, l'artiste ne souhaitera plus jamais retenter ce numéro[6].
- 1961 [réf. nécessaire] : dans le village cubain de La Pedrera (province de Sancti Spíritus), le groupe terroriste cubain « Osirio Borges Rojas y Pedro González », dans le cadre des attentats terroristes organisés par la CIA, assassinent le militant Héctor Ruiz Pérez (maître bénévole de la campagne nationale d'alphabétisation (es)).
- 1963 : en Espagne franquiste, le gouvernement crée le Tribunal d'ordre public, instance judiciaire spéciale chargée de la répression des crimes politiques.
- 1970 : création de l'Environmental Protection Agency, agence de protection environnementale des États-Unis.
- 1984 : Leonardo Vitale (it), mafieux repenti, est assassiné dans une église, sous les yeux de sa famille, pour avoir dénoncé Totò Riina, Bernardo Provenzano, Michele Greco, et Vito Ciancimino.
- 1987 : un accord est signé, entre l'Espagne et le Royaume-Uni, sur l'utilisation commune de l'aéroport international de Gibraltar.
- 1993 : Pablo Escobar est abattu par la police colombienne, lors d'une opération d'arrestation à Medellín.
- 2001 : faillite du géant de l'énergie américain Enron.
- 2002 : la compagnie pétrolière vénézuélienne PDVSA lance un blocus patronal, entraînant une paralysie de l'économie pétrolière (es), ayant pour objectif de déstabiliser Hugo Chávez.
- 2004 : la cour d'appel de Santiago du Chili révoque l'immunité parlementaire accordée à Augusto Pinochet, pour le procès de l'assassinat de son prédécesseur, le général Carlos Prats, tué en 1974 dans une voiture piégée alors qu'il était en exil en Argentine.
- 2005 : les députés belges approuvent la proposition de loi accordant le droit à l'adoption par les couples homosexuels.
- 2015 : fusillade de San Bernardino, en Californie.
- 2016 : l'European Investigative Collaborations dévoile les Football Leaks.
- 2020 : la Commission des stupéfiants de l'ONU approuve la sortie du cannabis du tableau IV de la Convention de 1961[7],[8],[9],[10].
- 2023 : en France, une attaque au couteau fait un mort et deux blessés à Paris, le parquet antiterroriste se saisit de l'enquête[11].

## Naissances

### XVIesiècle
- 1578 : Agostino Agazzari, compositeur italien († 10 avril 1640).

### XVIIesiècle
- 1629 : Guillaume-Egon de Fürstenberg, cardinal, évêque de Metz de 1663 à 1668 et Strasbourg de 1682 à 1704 († 10 avril 1704).
- 1694 : William Shirley, homme politique et militaire anglais, gouverneur du Massachusetts de 1741 à 1759 († 24 mars 1771).

### XVIIIesiècle
- 1710 : Carlo Antonio Bertinazzi dit « Carlin », acteur et dramaturge italien († 6 septembre 1783).
- 1728 : Ferdinando Galiani, économiste italien († 30 octobre 1787).
- 1759 : James Edward Smith, botaniste britannique († 17 mars 1828).
- 1796 : Ödön Beöthy, politique hongrois († 7 décembre 1854).

### XIXesiècle
- 1802 : Agostino Perini, naturaliste italien († 19 octobre 1878).
- 1811 : Jean-Charles Chapais, homme politique canadien et un des Pères de la Confédération († 17 juillet 1885).
- 1825 : Pierre II, empereur du Brésil († 5 décembre 1891).
- 1830 : Louis Léopold Ollier, chirurgien français, fondateur de l'orthopédie († 25 novembre 1900).
- 1831 : Louis Victor Alquier, vice-amiral, inspecteur général de la Marine († 13 novembre 1906).
- 1840 : Xavier Raspail, médecin français († 24 décembre 1926).
- 1846 : Pierre Waldeck-Rousseau, homme politique français, président du Conseil des ministres de 1899 à 1902 († 10 août 1904).
- 1848 : Auguste Reverdin, médecin, chirurgien et professeur suisse († 18 juin 1908).
- 1859 : Georges Seurat, peintre français († 29 mars 1891).
- 1865 : Louis Zutter, gymnaste, premier champion olympique suisse († 10 novembre 1946).
- 1866 : Jean Francis Auburtin, peintre français († 22 mai 1930).
- 1874 : Joseph Olivier, joueur de rugby français, champion olympique en 1900 († 21 mai 1901).
- 1877 : Jules Godart, chanteur lyrique belge, surnommé « Le Grand Blond » ou « Le Doré » († 22 octobre 1909).
- 1881 : Pierre-Aurèle Asselin, commerçant de fourrures et artiste lyrique québécois († 27 décembre 1964).
- 1884 : 
  - Tsutomu Ema, historien japonais († 10 mai 1979).
  - Jean Paulhan, écrivain, critique littéraire et éditeur français († 9 octobre 1968).
- 1885 : George Minot, physicien américain, prix Nobel de physiologie ou médecine 1934 († 25 février 1950).
- 1890 : Amédée Mercier, homme politique français, député et maire dans l'Ain (01) († 4 mai 1973).
- 1891 : Otto Dix, peintre allemand († 25 juillet 1969).
- 1893 : Luise Straus-Ernst, historienne de l'art et journaliste allemande († 3 juillet 1944).
- 1894 : Warren William, acteur américain († 24 septembre 1948).
- 1899 : John Barbirolli, chef d'orchestre et violoncelliste britannique († 29 juillet 1970).

### XXesiècle
- 1901 :
  - Jacques Daniel-Norman (Joseph Jacques Compère dit), réalisateur et scénariste français († 5 décembre 1978).
  - Angel Planells, peintre catalan († 23 juillet 1989).
- 1902 : Marie-Hélène Dasté, actrice et costumière française († 28 août 1994).
- 1903 : James « Jim » Sullivan, joueur gallois de rugby à XIII († 14 septembre 1977).
- 1904 : Lucien Monjauvis, homme politique français († 15 novembre 1986).
- 1905 : Jeanne Bartlett, scénariste et actrice américaine († 22 janvier 1997).
- 1906 : Peter Carl Goldmark, ingénieur américain d’origine hongroise († 7 décembre 1977).
- 1907 : Ismet Mujezinović, peintre yougoslave bosniaque († 7 janvier 1984).
- 1908 : Rufe Davis, acteur américain († 13 décembre 1974).
- 1909 : Pietro Arcari, footballeur italien († 8 février 1988).
- 1910 : John Arthur « Robert » Paige, acteur américain († 21 décembre 1987).
- 1911 : Grote Reber, pionnier américain de la radioastronomie († 20 décembre 2002).
- 1912 : Harry Sukman, compositeur américain († 2 décembre 1984).
- 1913 : Léo Rivest, humoriste québécois († 24 mai 1990).
- 1914 : Herman Raymond « Ray » Walston, acteur américain († 1er janvier 2001).
- 1915 : Takahito de Mikasa (三笠宮 崇仁 親王 殿下), archéologue et linguiste orientaliste issu ou rattaché à la famille impériale japonaise († 27 octobre 2016).
- 1917 : Sylvia Syms, chanteuse de jazz américaine († 10 mai 1992).
- 1921 : Carlo Furno, cardinal italien, archiprêtre émérite de Sainte-Marie Majeure († 9 décembre 2015).
- 1922 : 
  - Jean-Charles (Jean Louis Marcel Charles dit), humoriste et écrivain français collecteur et éditeur de « perles de cancres » († 21 juin 2003).
  - Ekaterina Kalinchuk, gymnaste soviétique, championne olympique († 13 juillet 1997).
  - Iákovos Kambanéllis, écrivain grec († 29 mars 2011).
- 1923 :
  - Maria Callas (Sophia Cecelia Kalos dite), cantatrice américaine d'origine grecque († 16 septembre 1977).
  - Roland Dubillard, comédien français († 14 décembre 2011).
  - Léon Schwartzenberg, cancérologue et écrivain († 14 octobre 2003).
- 1924 : James Henry Kinmel « Jimmy » Sangster, scénariste et réalisateur britannique († 19 août 2011).
- 1925 :
  - Julie Harris, actrice américaine († 24 août 2013).
  - Jacques Lacarrière, écrivain français († 17 septembre 2005).
- 1929 : Lowell North, skipper et homme d'affaires américain, champion olympique († 2 juin 2019).
- 1933 : Michael Larrabee, athlète américain spécialiste du 400 m, double champion olympique († 22 avril 2003).
- 1934 : Tarcisio Bertone, religieux italien, cardinal secrétaire d'État de la Curie romaine du 15 septembre 2006 au 15 octobre 2013.
- 1938: Roger Souvereyns, chef belge étoilé Michelin et ancien restaurateur.
- 1939 : Francis Fox, homme politique canadien.
- 1940 : Andrey Lekarski, peintre-sculpteur.
- 1944 : Ibrahim Rugova, écrivain et homme politique kosovar, président de la République du Kosovo de 1992 à 2006 († 21 janvier 2006).
- 1946 : Gianni Versace, couturier italien († 15 juillet 1997).
- 1949 : Joseph Ngima Kikata, homme politique congolais.
- 1950 : Benjamin Stora, historien français.
- 1952 : Peter Kingsbery, auteur-compositeur-interprète et musicien américain, cocréateur du groupe Cock Robin.
- 1954 : Dan Butler, comédien américain.
- 1956 : Antonio Ibáñez de Alba, ingénieur, chercheur et scientifique espagnol.
- 1958 :
  - Norbert Haberlick, acteur français.
  - Eric Lampton Harry, écrivain et avocat américain.
  - Fabien Lecœuvre, attaché de presse, chroniqueur télé et radio, et auteur d'ouvrages sur la chanson française.
  - Ouladzimir Parfianovitch, kayakiste et homme politique biélorusse.
  - Ezio Gamba, judoka italien, champion olympique.
  - George Saunders, écrivain américain.
- 1959 : 
  - David Alward, homme politique canadien d’origine américaine.
  - Greg Barton, kayakiste américain, champion olympique.
- 1960 : 
  - Andy Palacio, musicien de punta rock bélizien († 19 janvier 2008).
  - Richard « Rick » Savage, musicien britannique du groupe Def Leppard.
  - Sydney Youngblood (Sydney Ford dit), chanteur américain de dance music et d'électro.
- 1963 :
  - Richard « Rich » Sutter, hockeyeur professionnel canadien.
  - Ronald « Ron » Sutter, hockeyeur professionnel canadien.
- 1964 : David Pujadas, journaliste et présentateur français.
- 1966 : Philippe Etchebest, chef cuisinier français.
- 1967 : Giovanni Parisi, boxeur italien, champion olympique.
- 1968 :
  - Darryl Kile, joueur de baseball américain († 22 juin 2002).
  - Lucy Liu, actrice américaine.
- 1970 : Maksim Tarasov, perchiste russe, champion olympique.
- 1972 : 
  - Ismaël Sacko, homme politique malien.
  - Sergei Zholtok, hockeyeur professionnel letton († 3 novembre 2004).
- 1973 :
  - Monica Seles, joueuse de tennis américaine d'origine serbe.
  - Jan Ullrich, coureur cycliste allemand.
  - Michaël Youn (Michaël Benayoun dit), animateur, humoriste et acteur français.
- 1974 : Anna Hope, romancière et actrice britannique.
- 1975 : Adel Kachermi, acteur et chanteur français.
- 1977 : Sacha Poutria, artiste ukrainienne de citoyenneté soviétique († 24 janvier 1989).
- 1978 :
  - Nelly Furtado, chanteuse, auteure-compositrice-interprète canadienne.
  - Maëlle Ricker, snowboardeuse canadienne.
  - Christopher Wolstenholme, bassiste du groupe Muse.
- 1979 : Yvonne Catterfeld, actrice allemande.
- 1980 : Joel Ward, hockeyeur sur glace canadien.
- 1981 :
  - Alexander Efimkin (Александр Александрович Ефимкин), coureur cycliste russe.
  - Vladimir Efimkin (Владимир Александрович Ефимкин), coureur cycliste russe.
  - Josef Schovanec, philosophe, écrivain et voyageur français.
  - Britney Spears, chanteuse américaine.
- 1982 : Matt Walsh, basketteur américain.
- 1983 :
  - Action Bronson (Arian Asllani dit), rappeur américain.
  - Eugene Jeter, basketteur américano-ukrainien.
  - Aaron Rodgers, joueur américain de football américain.
  - Daniela Ruah, actrice américaine.
- 1984 : Candice Pascal, comédienne, mannequin et danseuse française.
- 1985 : Amaury Leveaux, nageur français.
- 1986 : Claudiu Keserü, joueur de football roumain.
- 1987 : Jean-Sébastien Bonvoisin, judoka français.
- 1989 : Cassandra Rae « Cassie » Steele, actrice et chanteuse canadienne.
- 1990 : Morgane Cadignan, humoriste française.
- 1991 : Charlie Puth, chanteur américain.
- 1992 : Massadio Haïdara, footballeur malien.
- 1994 : Karim Rekik, footballeur néerlandais d'origine tunisienne.
- 1995 : Kalvin Phillips, footballeur britannique.
- 1997 : Luis Suarez, footballeur colombien.
- 1998 :
  - Juice WRLD (Jarad Anthony Higgins dit), rappeur américain († 8 décembre 2019).
  - Annalise Basso, actrice américaine.

## Décès

### XIVesiècle
- 1381 : Jan van Ruysbroeck dit Ruysbroeck l'Admirable, clerc et écrivain flamand (° 1293).

### XVIesiècle
- 1547 : Hernán Cortés, conquistador espagnol (° 1485).
- 1572 : Hippolyte d'Este, cardinal italien (° 25 août 1509).
- 1594 : Gerardus Mercator, géographe et mathématicien flamand (° 5 mars 1512).

### XVIIIesiècle
- 1723 : Philippe d'Orléans, prince français, neveu de Louis XIV, régent de France sous Louis XV, de 1715 à 1723 (° 2 août 1674).
- 1784 : François Arnaud, abbé de Grandchamp, homme d’Église, bibliothécaire, journaliste et académicien français (° 27 juillet 1721).
- 1796 : Jean Charles Abbatucci, militaire français (° 15 novembre 1771).

### XIXesiècle
- 1805 : Ferdinand Pierre Agathe Bourdon (° 1773), colonel mort à la bataille d'Austerlitz.
- 1814 :
  - Filippo Agricola, peintre italien (° 12 avril 1795).
  - Donatien Alphonse François, marquis de Sade, écrivain et philosophe français (° 2 juin 1740).
- 1859 : John Brown, militant abolitionniste américain (° 9 mai 1800).
- 1893 : Caroline Pavlova, poétesse et romancière russe, traductrice en allemand (° 10 juillet 1807).

### XXesiècle
- 1918 : Edmond Rostand, écrivain et académicien français (° 1er avril 1868).
- 1931 : Vincent d'Indy, compositeur français (° 27 mars 1851).
- 1943 : Maurice Sarraut, journaliste et homme politique français (°22 septembre 1869).
- 1950 : Dinu Lipatti, pianiste roumain (° 19 mars 1917).
- 1963 : 
  - George Brett, général américain (° 7 février 1886).
  - Sabu (Sabu Dastagir dit), acteur américain d'origine indienne (° 27 janvier 1924).
- 1967 : Francis Spellman, cardinal américain, archevêque de New York de 1939 à 1967 (° 4 mai 1889).
- 1969 :
  - Didier Daurat, aviateur français (° 2 janvier 1891).
  - Kliment Vorochilov (Климе́нт Ефре́мович Вороши́лов), militaire et homme politique soviétique, président du Præsidium du Soviet suprême (° 4 février 1881).
- 1972 : Yip Man (葉問), maître chinois du Wing chun (° 6 novembre 1893).
- 1974 : Paul Coze, peintre, illustrateur, ethnologue et écrivain français cofondateur des Scouts de France (° 29 juillet 1903).
- 1976 : Jane Marnac, actrice française (° 8 février 1892).
- 1980 : Romain Gary (Roman Kacew dit), romancier français d'origine russe (° 21 mai 1914).
- 1981 : Wallace Harrison, architecte américain (° 28 septembre 1895).
- 1982 :
  - Martin Alan « Marty » Feldman, acteur et metteur en scène britannique (° 8 juillet 1934).
  - Giovanni Ferrari, joueur de football italien (° 6 décembre 1907).
- 1984 : Harry Sukman, compositeur américain (° 2 décembre 1912).
- 1985 :
  - Aniello Dellacroce, mafieux italo-américain (° 15 mars 1914).
  - Philip Larkin, poète britannique (° 9 août 1922).
- 1986 : Desi Arnaz (Desiderio Alberto Arnaz y De Acha III dit), humoriste, chanteur et producteur américain (° 2 mars 1917).
- 1987 :
  - Donn Eisele, astronaute américain (° 23 juin 1930).
  - Luis Federico Leloir, biochimiste argentin, prix Nobel de chimie en 1987 (° 6 septembre 1906).
- 1989 : Christiane Castelli, soprano française (° 19 août 1922).
- 1990 :
  - Aaron Copland, compositeur américain (° 14 novembre 1900).
  - Robert Cummings, acteur américain (° 10 juin 1908).
- 1991 : Porphyre (Evángelos Baïraktáris ou Ευάγγελος Μπαϊρακτάρης dit), moine orthodoxe canonisé Saint Porphyre ci-après (° 7 février 1906).
- 1993 : Pablo Escobar, baron colombien de la drogue (° 1er décembre 1949).
- 1995 : Robertson Davies, écrivain, journaliste, professeur canadien (° 28 août 1913).
- 1996 : Jean Jérôme Hamer, cardinal belge de la curie romaine (° 1er juin 1916).
- 1997 : Michael Hedges, guitariste et compositeur américain (° 31 décembre 1953).
- 1998 :
  - Bob Haggart, contrebassiste, arrangeur et compositeur de jazz américain (° 13 mars 1914).
  - Albert de Klerk, organiste et compositeur néerlandais (° 4 octobre 1917).
  - Mary McShain, bienfaitrice américano-irlandaise (° 27 mars 1907).
  - Mikio Oda, athlète de triple saut japonais (° 30 mars 1905).
  - Brian Stonehouse, peintre britannique (° 8 août 1918).
- 1999 : Charlie Byrd, guitariste et compositeur de jazz américain (° 16 septembre 1925).
- 2000 : Daniel Singer, journaliste polonais (° 26 septembre 1926).

### XXIesiècle
- 2002 :
  - Ivan Illich, penseur de l'écologie politique autrichien (° 4 septembre 1926).
  - Mal Waldron, pianiste et compositeur de jazz américain (° 16 août 1925).
- 2003 : Suzanne Cloutier, actrice et productrice canadienne (° 10 juillet 1923).
- 2004 :
  - Larry Buchanan, monteur, producteur, réalisateur et scénariste (° 31 janvier 1923).
  - Claude Filion, homme politique et juge québécois (° 7 décembre 1945).
  - Alicia Markova (Lilian Alicia Marks dite), danseuse britannique (° 1er décembre 1910).
- 2005 : Malik Joyeux, surfeur français (° 31 mars 1980).
- 2006 : Mariska Veres, chanteuse néerlandaise du groupe Shocking Blue (° 1er octobre 1947).
- 2007 : Eleonora Rossi Drago (Palmira Omiccioli dite), actrice italienne (° 23 septembre 1925).
- 2008 :
  - Henry Gustav Molaison, patient devenu amnésique américain (° 26 février 1926).
  - Odetta, chanteuse, actrice, guitariste, compositrice et militante des droits de l'homme américaine (° 31 décembre 1930).
  - Jacques Pélissier, haut fonctionnaire français (° 4 février 1917).
  - Guy Poitevin, footballeur et entraîneur français (° 19 octobre 1927).
- 2009 : Aaron Schroeder, compositeur américain (° 7 septembre 1926).
- 2014 :
  - Jean Béliveau, hockeyeur canadien (° 31 août 1931).
  - Robert Henry « Bobby » Keys, saxophoniste américain (° 18 décembre 1943).
- 2015 : Gabriele Ferzetti, acteur italien (° 17 mars 1925).
- 2019 : Francette Vernillat (France Benitte dite), actrice et doublure vocale française (° 16 avril 1937).
- 2020 : Valéry Giscard d'Estaing, ministre puis président de la République française (° 2 février 1926).
- 2021 : 
  - Richard Cole, agent artistique britannique (° 2 janvier 1946).
  - Jozef Dupré, homme politique belge (° 8 juillet 1928).
  - Aldo Giordano, évêque catholique italien, nonce apostolique au Venezuela (en) puis près l'Union européenne (° 20 août 1954).
  - Gérard Grandval, architecte français (° 7 octobre 1930).
  - Darlene Hard, joueuse de tennis américaine (° 6 janvier 1936).
  - Bill McKenzie, homme politique britannique (° 24 juillet 1946).
  - Lawrence Weiner, artiste américain (° 10 février 1942).
- 2022 :
  - Tony Allen, footballeur international anglais (° 27 novembre 1939).
  - Mahmoud Bayati, footballeur puis entraîneur iranien (° 22 mars 1928).
  - Giuseppe Cigana, coureur cycliste français (° 14 septembre 1932).
  - Phil Edmonston, homme politique canadien (° 26 mai 1944).
  - Danny Goldring, acteur américain (° 31 mai 1946).
  - Raúl Guerra Garrido, écrivain espagnol (° 4 avril 1935).
  - Doreen Hamilton, femme politique canadienne (° 17 mai 1951).
  - Olivier Hémon, acteur français (° 3 septembre 1940).
  - Jill Jolliffe, journaliste et auteure australienne (° 7 février).
  - Yoshio Kikugawa, footballeur international japonais (° 12 septembre 1944).
  - Dominique Lapierre, écrivain et philanthrope français (° 30 juillet 1931).
  - Jeanne d'Arc Lemay-Warren, juriste canadienne (° 27 mars 1922).
  - Laila Storch, hautboïste américaine (° 28 février).
  - Al Strobel, acteur américain (° 28 janvier 1939).
- 2023 :
  - Maria Lisa Cinciari Rodano, femme politique italienne (° 21 janvier 1921).
  - Wolfgang Hollegha, peintre autrichien (° 4 mars 1922).
  - Yoshio Kikugawa, footballeur international japonais (° 12 septembre 1944).
  - Michel Le Milinaire, footballeur puis entraîneur français (° 7 juin 1931).
  - Roberto Pazzi, poète, écrivain et journaliste italien (° 18 août 1946).
  - Faustin Twagiramungu, homme politique rwandais hutu (° 14 août 1945).
  - Concha Velasco, actrice, chanteuse, danseuse et présentatrice de télévision espagnole (° 14 novembre 1939).
  - Ingrid Wigernæs, fondeuse norvégienne (° 22 février 1928).

## Célébrations

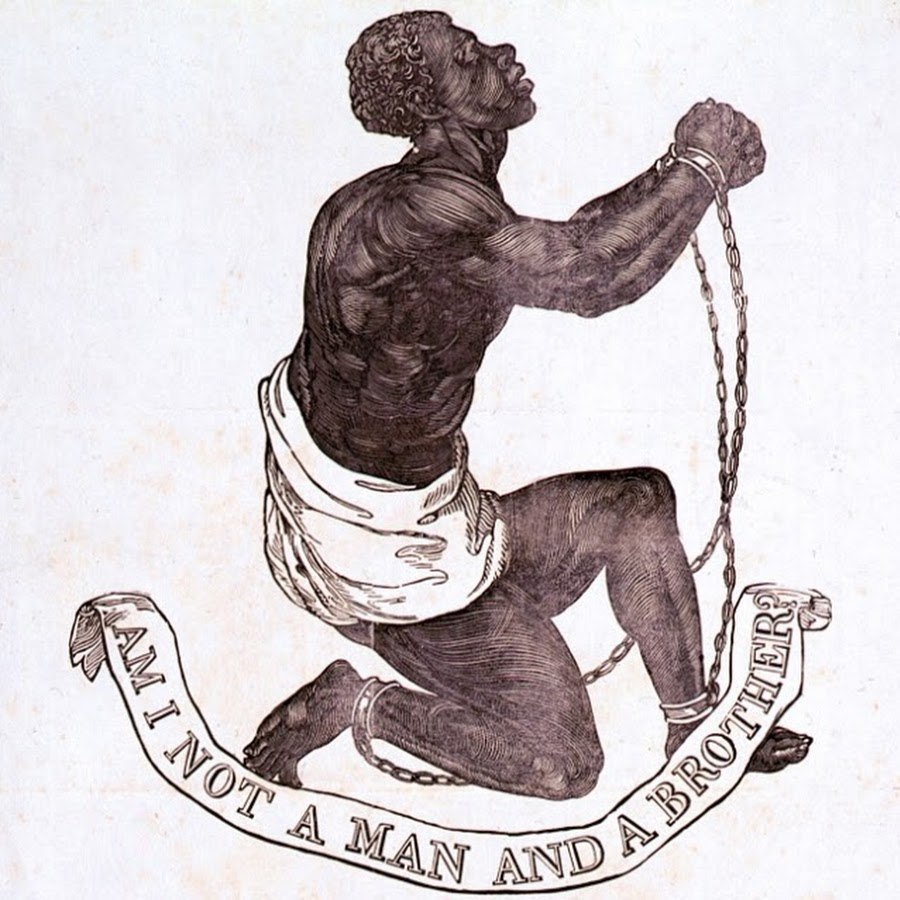
Médaillon officiel de la British Anti-Slavery Society en 1795.

- Nations unies : journée internationale pour l'abolition de l'esclavage commémorant l'adoption par l'Assemblée générale des Nations unies en 1949 de la Convention pour la répression et l'abolition de la traite des êtres humains et de l'exploitation d'autrui par la prostitution[12] (10 mai en France, avec d'autres dates ultra(-)marines déclinées ; et médaillon ci-contre).
- Journée internationale du modélisme ferroviaire.[réf. nécessaire]

- Émirats arabes unis : fête nationale célébrant son indépendance de 1971.
- Laos : fête nationale.

### Célébrations religieuses
- Christianisme : mémoire du patriarche Jean III de Jérusalem comme les jours précédents, avec lectures de Héb. 13, 22-25 & de Jn 10, 17-21 dans le lectionnaire de Jérusalem.

### Saints des Églises chrétiennes

#### Catholiques et orthodoxes
Saints, du jour :
- Avit († 325) — ou « Avitien », « Avidien », ou « Avitianus » en latin — évêque de Rouen.
- Bibiane († 363) — ou « Viviane », « Bibiana » ou « Vivienne » — vierge et martyre à Rome.
- Chromace d'Aquilée († 407 ou 409) — ou « Chromatius » en latin — évêque d'Aquilée.
- Constantien de Javron († vers 562 ou 570 ou 582) — ou « Constantin », « Constance » ou « Constantinien » — ermite puis abbé de Javron, dans la province du Maine (et 1er décembre, la veille).
- Eusèbe de Rome († vers 256), prêtre, martyr à Rome.
- Habacuc (VIIe siècle av. J.-C.) — ou « Avvakoum » —, prophète appartenant à la tribu de Siméon, qui annonça la prise de Jérusalem et la déportation du peuple juif.
- Jessé de Tsilkani (Ve siècle), évêque.
- Myropée d'Ephèse (IIIe siècle), martyre.
- Nonne d'Égypte († 458), moine.
- Sévère, Sécure, Janvier et Victorin († v. 300), Martyrs.
- Silvain de Constantinople († 450), moine.

#### Saints ou bienheureux catholiques
Saints et béatifiés du jour :
- Ivan Slezyuk (en) († 1973), bienheureux évêque Ukrainien et martyr.
- Jan van Ruysbroeck († 1381) dit « Ruysbroeck l'admirable », bienheureux, chanoine belge régulier de Saint Augustin.
- Jean Armero († 1566), bienheureux, frère dominicain espagnol.
- Marie-Angèle Astorch († 1665), bienheureuse moniale catalane.
- Oderise († 1105), bienheureux moine italien devenu cardinal.
- Pimène († v. 362), prêtre et martyr.
- Raphaël Chyliński († 1741), bienheureux franciscain conventuel polonais.

#### Saint orthodoxe
- Cyrille de Philéa († 1110), lecteur marié et ascète devenu moine au monastère de Philéa en Thrace orientale.
- Étienne Ouroche V († 1367) — ou « Stefan Uroš V » —, roi de Serbie, fils du tsar Étienne Ouroche Douchan IV.
- Porphyre († ci-avant, 2 décembre 1991), moine grec[14].

## Traditions et superstitions

### Dicton
- « Temps clair à la sainte-Viviane, temps clair pendant quarante jours et une semaine. »[15].

### Astrologie
- Signe du zodiaque : 10e jour du Sagittaire.

## Toponymie
- Les noms de plusieurs voies, places, sites ou édifices de pays ou régions francophones contiennent cette date sous diverses graphies : voir Deux-Décembre .